# 국가바이오위원회
국가바이오위원회(國家 - 委員會)는 바이오 기술 및 산업에 관한 국가 전략을 총괄하는 대통령 직속 자문위원회로, 2025년 1월 출범하였다.

## 역사

### 배경
2024년 4월, 정부는 《첨단 바이오 이니셔티브》를 발표하였다. 첨단 바이오 분야는 윤석열 정부가 명명한 '3대 게임체인저 기술'로 중 하나로 이 3대 기술에는 인공지능·반도체, 양자 기술도 포함된다. 주요 내용은 기존의 혁신 기반 기술과 고품질 데이터를 결합하여 디지털바이오를 육성하고 바이오 기반 소재·제조 산업을 육성하는 것이다.
"우리나라가 2035년 글로벌 바이오 선도국에 진입할 수 있게 하겠다."— 이종호 과학기술정보통신부 장관

바이오 기술 산업 발전을 위해 대한민국뿐 아니라 미국, 유럽, 일본, 중국 등 각국 정부 차원에서 여러 지원책을 내놓고 있는 상황이다. 대표적으로, 일본 정부는 신약 개발 벤처 생태계 강화를 위해 바이오 벤처 투자금의 최대 2배를 보조하는 정책을 시행하고 있으며, 3년 동안 정부 차원에서 자국 바이오 업계에 대해 투자한 금액만 1조엔(9조661억원)이 넘는다.
박상욱 대통령실 과학기술수석은 “바이오 분야는 그동안 과학기술정보통신부, 보건복지부, 산업통상자원부 등이 각각 정책과 R&D를 다루어서 거버넌스가 분절적이라는 지적을 받아 왔다”며 설립 배경을 설명하였다.

### 출범
2024년 12월 출범 예정이었으나, 한 달 뒤인 2025년 1월 23일 서울바이오허브에서 최상목 대통령 권한대행 주재로 〈국가바이오위원회 출범식〉을 가짐으로써 공식 출범하였다.
"반도체, 자동차 등 제조업 중심으로 국민소득 3만 달러 시대를 연 대한민국이 한 단계 더 도약하기 위해선 바이오 산업 육성이 필요하다."— 최상목 대통령 권한대행

최 권한대행은 출범식에서 "범부처 최상위 거버넌스로 출범한 국가바이오위원회가 관계기관에서 개별 추진 중인 정책들을 유기적으로 연결하고, 보건·의료, 식량, 자원, 에너지, 환경 등 바이오 전 분야에서 민관 역량을 결집해 나가겠다"고 밝혔다.
출범에 대하여 한국제약바이오협회는 "각 국가 간 치열한 바이오 시장 쟁탈전이 벌어지고 있고 미래 먹거리로서 주목도가 높아진 상황이기 때문에 대통령 직속으로 바이오 전반적인 부분을 총괄하는 기구가 출범함으로 인해 국가 총력을 집중할 수 있을 것"이라고 기대의 반응을 나타냈으나, 구체적인 목표로 독립적으로 운영되어야 한다고 당부하였다. 또한 기존의 '바이오헬스혁신위원회'와의 제대로 된 역할 분담을 주문하였다.

## 역할

### 한국형 바이오 클러스터
2025년 1월 출범과 함께 범부처 합동으로 《대한민국 바이오 대전환 전략》이 발표되었다. 한국형 바이오 클러스터 구축 내용이 담겼는데, 주요 내용은 전국에 산재한 20여 개 바이오 클러스터를 기능적으로 묶고 인프라 공유 시스템을 구축함으로써, 더 효율적인 협업 체계를 구축하고 일자리 1만 개를 신규 창출하기로 했다. 위원회 산하에 클러스터 협의체가 구성되어 있다.
주요 내용은 레드바이오 분야는 임상시험과 생산 공정을 전문화하는 공공 CRO(임상시험수탁기관)·CDMO(위탁개발생산) 기능을 강화하고, 그린바이오는 국산 원료·소재 개발 및 합성생물학 기술 확보에 주력하며, 화이트바이오와 블루바이오는 각각 친환경 소재, 해양생물자원 고부가가치 활용에 적극 나서는 것이다.

### 규제 해소
위원회를 중심으로 기존 규제 혁신 기구와 산업계 규제를 상시 발굴하여 개선하고, 규제 과학 및 규제 혁신 로드맵을 수립함으로써 불확실성을 줄이는 역할을 담당한다. 또한, 다학제적 교육을 강화하여 인공지능(AI) 신약 개발, 디지털 헬스케어, 합성생물학, 농식품바이오 등 각 분야에 특화된 핵심 인력 육성, 의사·과학자 육성과 해외 석학·연구자 유치도 담당한다.

### 인력 양성
2027년까지 바이오헬스 분야 11만 명의 산업 인재를 양성하고, 그린 및 화이트 바이오 분야별로 별도의 인재 양성 전략을 마련하는 역할과, AI 신약 개발 등 분야별 전문 교육 활성화, 의사과학자 육성을 진행함으로써 해외 석학 유치와 국내 연구자 해외 파견도 확대하는 역할을 한다.

### 신약 개발
개발 평균 기간을 13년에서 7년으로, 투입 비용을 평균 2조 원에서 1조 원으로 단축을 목표로 신약 개발에 AI를 도입하기로 하였다. 또한, 데이터 기반 바이오 연구개발을 위하여 위원회를 중심으로 데이터 협업 체계를 구축하였다.

### 기업 지원
기술력은 있으나 생산 설비가 없는 국내 바이오 기업을 위하여 이미 구축되어 있는 공공 CDMO를 활용함으로써 제품화를 지원하는 역할을 한다. 또한 이미 한국이 강점을 갖고 있는 CDMO 분야에서, 생산 능력을 2032년에 현재의 2.5배로 확대하여 생산과 매출면에서 세계 1위가 될 수 있도록 기업을 지원하는 역할도 갖고 있다. 이외에도 소재·부품·장비 자립화율을 확대하는 것을 지원하기도 한다.

## 구성
부위원장인 이상엽 한국과학기술원(KAIST) 교수를 포함한 24명의 민간 위원과 바이오 관계부처 장관, 대통령실 과학기술수석(간사위원) 등 12명이 당연직 정부위원으로 구성되어 있다.
- 위원장: 이재명 대통령
- 부위원장: 이상엽 한국과학기술원 교수
- 민간위원: 바이오 분야 전문가 (24명)
- 정부위원: 기획재정부·과학기술정보통신부·농림축산식품부·산업통상자원부·보건복지부 장관 및 국무조정실장, 개인정보보호위원회 위원장, 식품의약품안전처장, 특허청장, 질병관리청장, 과학기술수석, 국가안보실 제3차장 (12명)
- 3개 분과위원회 및 4개 특별위원회

## 같이 보기
- 대한민국의 대통령 소속 위원회 목록